# Directiva Política Presidencial 19
La Directiva Política Presidencial 19 (PPD-19 por sus siglas en inglés) de los Estados Unidos, firmada por el presidente Barack Obama, está diseñada para garantizar que los empleados que prestan servicios en la Comunidad de Inteligencia o tienen acceso a información clasificada puedan denunciar eficazmente el despilfarro, el fraude y el abuso, protegiendo al mismo tiempo la información clasificada. Se trata de la orden ejecutiva que establece las normas para todos los organismos federales con empleados cubiertos por la Directiva, incluidos los que están bajo la Protección de Denunciantes de la Comunidad de Inteligencia de Defensa y el Programa de Denunciantes del Departamento de Defensa de los EE. UU. También prohíbe las represalias contra estos empleados por sus denuncias. En consecuencia, la PPD-19 establece un sistema de protección de fuentes y denuncias de la Comunidad de Inteligencia bajo la Oficina del Director de Inteligencia Nacional y supervisado por el inspector general de la Comunidad de Inteligencia (IC IG).
Las directivas de seguridad nacional son utilizadas por el Poder Ejecutivo, concretamente por la Casa Blanca, para difundir las decisiones presidenciales en materia de seguridad nacional. La administración de Obama las denominó Directivas Políticas Presidenciales o PPD.

## Objetivos
La PPD-19, tal y como está redactada, establece que:
- Prohíbe las represalias contra cualquier funcionario o empleado de una agencia cubierta dentro de la Comunidad de Inteligencia.[4]
- Prohíbe las represalias que afectan a la posibilidad de acceder a información clasificada.[5]
- Permite que los empleados que aleguen represalias soliciten una revisión externa por parte de un panel de tres miembros del inspector general si se ha agotado el proceso de revisión aplicable.[1] Sin embargo, el panel sólo puede hacer recomendaciones al jefe de la agencia y no puede exigir a las agencias que corrijan las represalias.[6]

La PPD-19 no protegía originalmente a los contratistas de seguridad nacional como Edward Snowden de cualquier forma de represalia, excepto las decisiones relacionadas con su autorización de seguridad. Según el abogado denunciante Mark Zaid, excluir a los contratistas fue «un descuido notable y obviamente intencionado, dado el importante número de contratistas que ahora trabajan en la comunidad de inteligencia». Los procedimientos de esta directiva no entraron en vigor hasta julio de 2013, después de que Snowden hiciera sus revelaciones. Las protecciones para los contratistas de la Comunidad de Inteligencia se codificaron dentro de la Ley de Reautorización de la Ley de Vigilancia de Inteligencia Extranjera de 2018.
Partes de la PPD-19 fueron codificadas en la Ley de Autorización de Inteligencia para el año fiscal 2014.